# Arrondissement Bergerac
Arrondissement Bergerac je francouzský arrondissement ležící v departementu Dordogne v regionu Akvitánie. Člení se dále na 14 kantonů a 159 obcí.

## Kantony
- Beaumont-du-Périgord
- Bergerac-1
- Bergerac-2
- Le Buisson-de-Cadouin
- Eymet
- La Force
- Issigeac
- Lalinde
- Monpazier
- Sainte-Alvère
- Sigoulès
- Vélines
- Villamblard
- Villefranche-de-Lonchat